# Eucharis esakii
Eucharis esakii är en stekelart som beskrevs av Ishii 1938. Eucharis esakii ingår i släktet Eucharis och familjen Eucharitidae. Inga underarter finns listade i Catalogue of Life.